# Knoflookboom
De knoflookboom (Cordia alliodora) is een neotropische boom uit de ruwbladigenfamilie (Boraginaceae). De naam heeft de boom te danken aan de geur van het hout en de bast, arbol de ajo. Spaanse namen voor de boom zijn: ajo ajo, alatrique, canalete, capá, laurel blanco en laurel negro. In het Engels heet de boom laurel, Ecuador laurel, cypre, salmwood en Spanish elm.
De boom wordt vaak gebruikt als schaduwboom in koffieplantages en voor constructie- en timmerhout. Het hout is makkelijk te bewerken en wordt zowel buitenshuis als binnenshuis gebruikt voor algemeen timmerwerk, meubels, spoorwegen, bruggen, fineer, boten en is zeer goed geschikt voor de productie van papier.
De boom wordt tot 30 m hoog, maar minder in veel van het groeigebied, en heeft een cilindervormige kroon met etages van horizontale takken. De bast van jonge bomen is groenachtig bruin en wordt bij het ouder worden van de boom lichtgrijs of bruin en is licht gegroefd bij een volwassen boom.
De boom bloeit met witte bloemen in 10 tot 30 cm brede pluimen.

## In andere talen
- Duits: Dominika-Rosenholz
- Engels: Laurel
- Frans: Le bois de rose, Bois de Chypre, Cypre